# Кузіо
Кузіо (італ. Cusio) — муніципалітет в Італії, у регіоні Ломбардія,  провінція Бергамо.
Кузіо розташоване на відстані близько 510 км на північний захід від Рима, 70 км на північний схід від Мілана, 34 км на північ від Бергамо.
Населення — 249 осіб (2014).

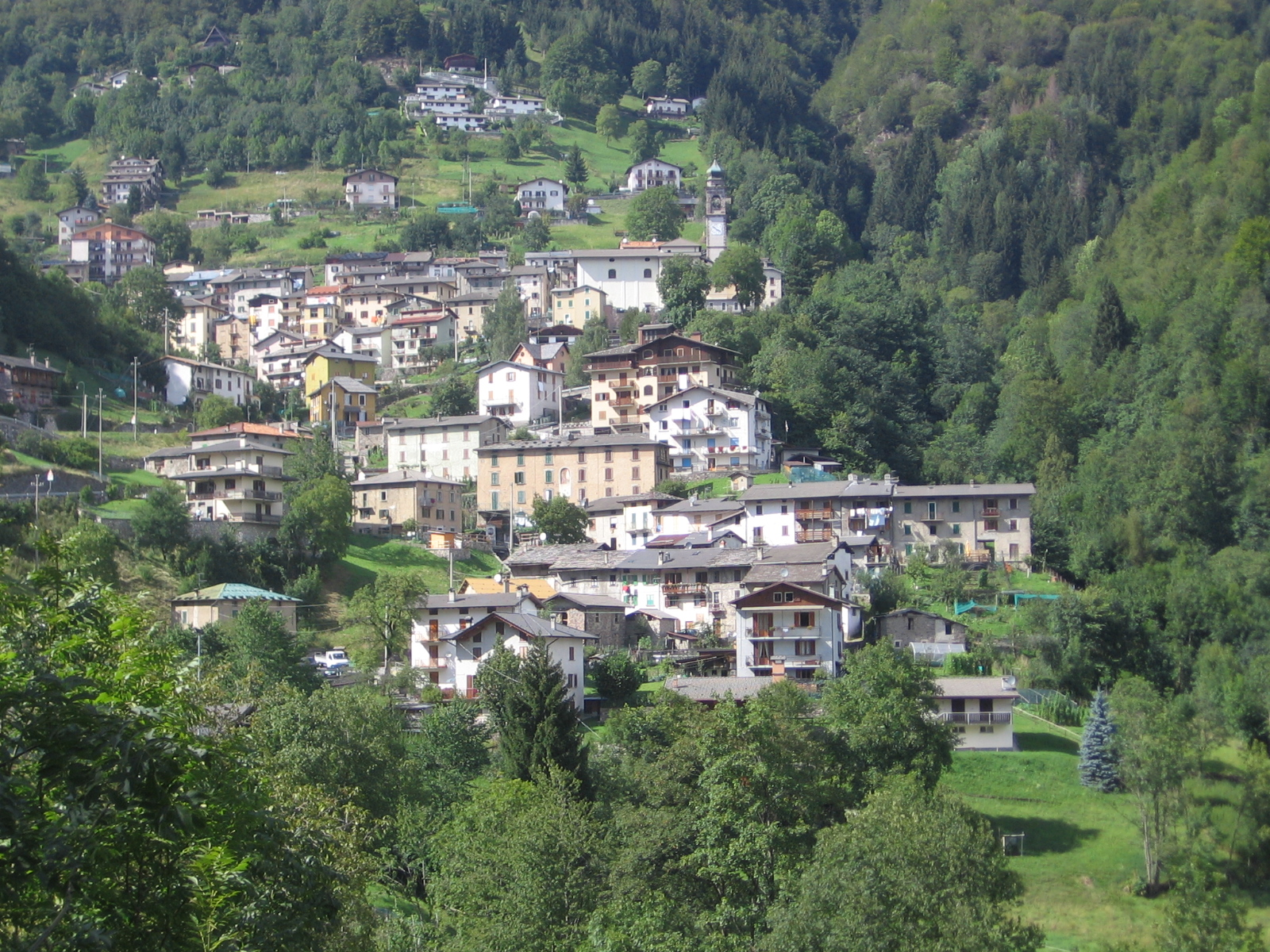

Щорічний фестиваль відбувається  20 липня. Покровитель — Santa Margherita di Antiochia.

## Демографія
Населення за роками:

Станом на 1 січня 2023 року в муніципалітеті іноземці офіційно не проживали.

## Сусідні муніципалітети
- Кассільйо
- Джерола-Альта
- Орніка
- Санта-Бриджида